# Tomasz Kot
Pour les articles homonymes, voir Kot.
Tomasz Kot, né le 21 avril 1977 à Legnica en Pologne, est un acteur polonais.

## Biographie
Tomasz Kot es né le 21 avril 1977 à Legnica, Pologne.
En 2001, il sort diplômé de l'École nationale supérieure de théâtre Ludwik Solski de Cracovie.

### Vie privée
En 2006, il se marie avec Agnieszka Olczyk,. Le 15 avril 2007 est née leur fille Blanka,,, suivi de leur fils Léon en 2010,.

## Carrière
En 2021, il joue aux côtés de Dominique Pinon dans le film A Perfect Enemy de Kike Maíllo  et Warning avec Alex Pettyfer, Alice Eve, Annabelle Wallis et Charlotte Le Bon. L'année suivante, il tourne dans Varsovie 83, une affaire d'État.

## Filmographie

### Cinéma

#### Longs métrages
- 2005 : Skazany na bluesa de Jan Kidawa-Blonski : Ryszard Riedel
- 2007 : Dlaczego nie! de Ryszard Zatorski : Dawid
- 2007 : Testosteron de Tomasz Konecki et Andrzej Saramonowicz : Robal
- 2008 : Pour nous, le soleil (Drzazgi) de Maciej Pieprzyca : Elegant
- 2008 : Lejdis de Tomasz Konecki : Istvan
- 2008 : To nie tak jak myślisz, kotku de Slawomir Krynski : Boguś
- 2009 : Idealny facet dla mojej dziewczyny de Tomasz Konecki : Un acteur porno
- 2009 : Operacja Dunaj de Jacek Glomb : January Jakubczak
- 2010 : Jak się pozbyć cellulitu d'Andrzej Saramonowicz : Maciej Zgirski
- 2010 : Wojna żeńsko-męska de Lukasz Palkowski : Michał
- 2010 : Ciacho de Patryk Vega : Jan Kępski
- 2010 : Randka w ciemno de Wojciech Wójcik : Une star
- 2010 : Erratum de Marek Lechki : Michał Bogusz
- 2011 : Wyjazd integracyjny de Przemyslaw Angerman : Marek Stasiak
- 2012 : Yuma de Piotr Mularuk : Opat
- 2012 : Hans Kloss. Stawka większa niż śmierć de Patryk Vega : Hans Kloss
- 2013 : Dissimulation (W ukryciu) de Jan Kidawa-Błoński : Dawid
- 2014 : Bogowie de Łukasz Palkowski : Zbigniew Religa
- 2014 : Fotograf de Waldemar Krzystek : Bauman
- 2015 : Disco Polo de Maciej Bochniak : Daniel Polak
- 2015 : Żyć nie umierać de Maciej Migas : Bartosz Kolano
- 2016 : Jak uratowac mame de Marcin Meczkowski et Daniel Zdunczyk : Le majordome (voix)
- 2017 : The Art of Loving (Sztuka kochania. Historia Michaliny Wislockiej) de Maria Sadowska : Zbigniew Religa / Un journaliste
- 2017 : Spoor (Pokot) d'Agnieszka Holland : Procureur Swierszczynski
- 2017 : Bikini Blue de Jaroslaw Marszewski : Eryk Szumski
- 2017 : Volta de Juliusz Machulski : Jan Krone
- 2017 : Breaking the Limits (Najlepszy) de Lukasz Palkowski : Okon
- 2018 : Cold War (Zimna wojna) de Pawel Pawlikowski : Wiktor
- 2018 : Dzien czekolady de Jacek Piotr Blawut : Un policier
- 2019 : (Nie)znajomi de Tadeusz Sliwa : Tomek
- 2021 : A Perfect Enemy de Kike Maíllo : Jeremiasz Angust
- 2021 : Warning d'Agata Alexander : Brian
- 2022 : Varsovie 83, une affaire d'État (Zeby nie bylo sladów) de Jan P. Matuszynski : Kowalczyk
- 2023 : Joika de James Napier Robertson : Vitaliy Ivanov

#### Courts métrages
- 2004 : Kazimierz zamkniety de Borys Lankosz : Un ivrogne
- 2008 : Związek na odległość de Dominik Matwiejczyk : Adam
- 2009 : Kaszel umarlaka de Krzysztof Borówka : Edmund 'Ed' Lipa
- 2017 : The Atlas de Maciej Matthew Kawalski : Atlas
- 2021 : Jeszcze jeden koniec swiata d'Agnieszka Kot : Herman

### Télévision

#### Séries télévisées
- 1999 / 2002 / 2018 : Teatr Telewizji : Szymon Pogan / AA / Marek / Chamberlain
- 2004 : Całkiem nowe lata miodowe : Dr Nowicki
- 2004 : Camera Café : Jacek Darewicz
- 2004 - 2007 : Na dobre i na złe : Henryk Weiss-Korzycki
- 2005 : Kryminalni : Commissaire Andrzej Grudziński
- 2005 - 2006 : Wiedźmy : Marcyś Goliński
- 2005 - 2009 : Niania : Maksymilian Skalski
- 2006 - 2007 : Hela w opałach : Adrian Iskra
- 2007 : Magda M. : Kacper Zarucki
- 2010 : Stacja : Grzegorz Pardobicki
- 2018 : Ucho Prezesa : Roman
- 2019 : World on Fire : Stefan Tomaszeski

## Distinctions

### Récompenses
- Paszport Polityki 2014
- Aigle du meilleur acteur en 2014 pour son rôle de Zbigniew Religa dans Bogowie